# Valovna funkcija
Valóvna fúnkcija v kvantni mehaniki opisuje trenutno stanje osnovnega delca oziroma nekega sistema osnovnih delcev in uprizarja verjetnost, s katero se nahaja delec ob določenem času na določenem mestu. Strogo gledano so v valovni funkciji shranjeni vsi podatki nekega fizikalnega procesa in pojava.
Valovna funkcija je rešitev valovne enačbe.